# Ageo
Ageo (jap. 上尾市, -shi) ist eine japanische Stadt im Zentrum der Präfektur Saitama.

## Geographie
Ageo liegt nördlich von Saitama, östlich von Kawagoe, westlich von Hasuda und südlich von Okegawa.
Der Arakawa durchfließt die Stadt von Norden nach Süden. Ageo befindet sich auf der Ōmiya-Hochebene.

## Geschichte
Ageo war eine Poststation (宿場町 Shukuba-machi) der Nakasendō während der Edo-Zeit.
Ageo wurde am 15. Juli 1958 zur Shi ernannt.

## Verkehr
- Straße:
  - Nationalstraße 17 nach Tōkyō oder Niigata
  - Nationalstraße 16
  - Nakasendō
- Zug:
  - JR Takasaki-Linie, Bahnhof Ageo und Kita-Ageo, nach Ueno oder Takasaki

## Fabriken
- Nissan Diesel

## Städtepartnerschaften
- Hangzhou, seit 2004

## Angrenzende Städte und Gemeinden
- Saitama
- Okegawa
- Kawagoe
- Hasuda
- Ina
- Kawajima

## Persönlichkeiten
- Kōji Sugeno (* 1981), Rollstuhltennisspieler
- Yūtarō Shin (* 1990), Fußballspieler
- Kumiko Okada (* 1991), Geherin
- Riyu Ohta (* 1994), Bahnradsportlerin
- Rinsei Ohata (* 2003), Fußballspieler

## Weblinks

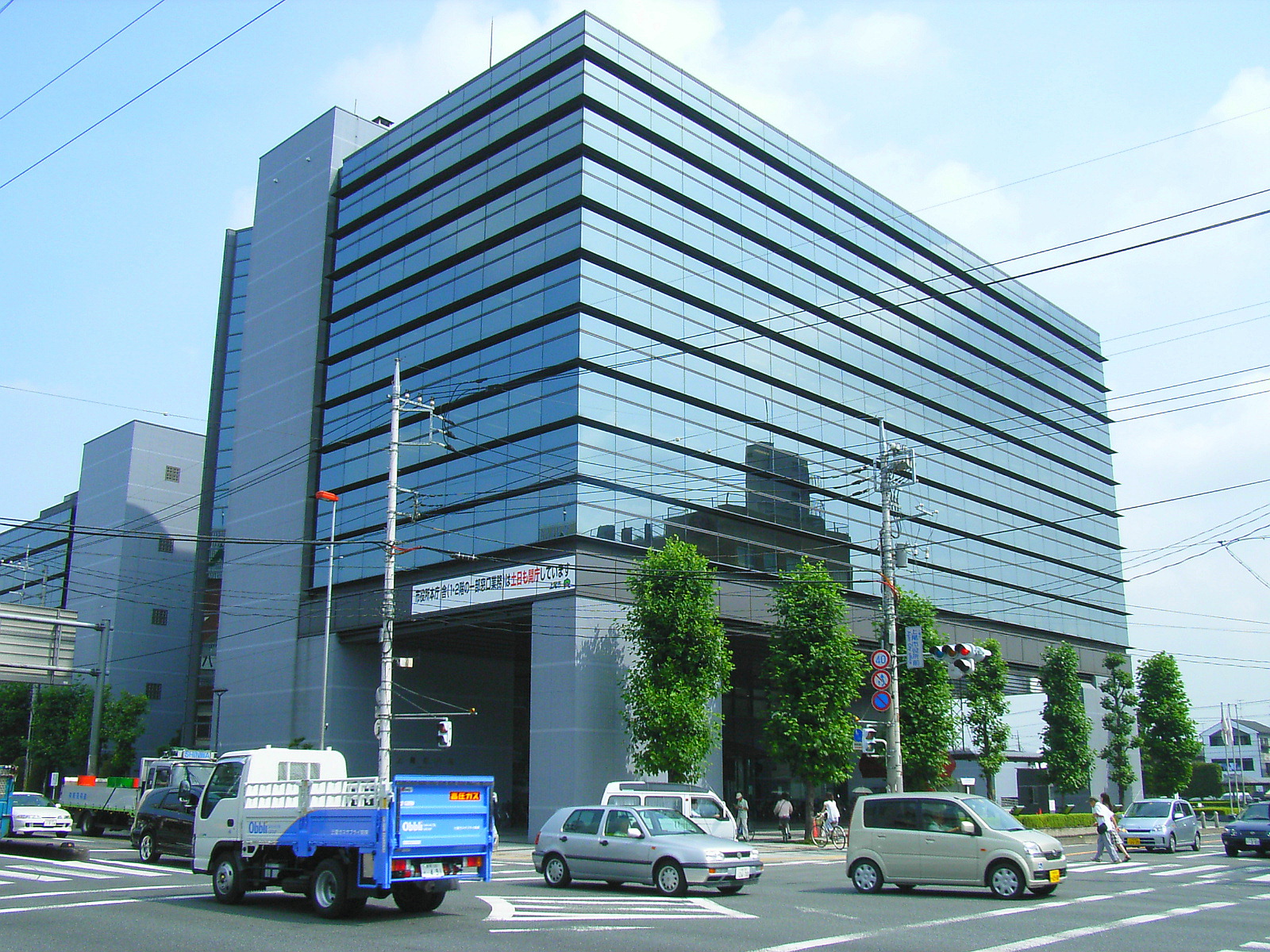
Rathaus von Ageo